# پاور فایننشل
پاور فایننشل (انگلیسی: Power Financial) شرکت خدمات مالی کانادایی است، که در سال ۱۹۸۴ تأسیس شد.